# Censy
Censy é uma comuna francesa na região administrativa de Borgonha-Franco-Condado, no departamento de Yonne. Estende-se por uma área de 5 km². Em 2010 a comuna tinha 57 habitantes (densidade: 11,4 hab./km²).